# Fedayin Saddam
Fedayin Saddam (arabe : فدائيي صدام, Fidā'iyyī Saddām) est une organisation paramilitaire irakienne, loyale au parti Baas irakien et à Saddam Hussein. Le terme "Fedayin" se rapporte au nom que portaient les combattants palestiniens. 
Créé par Oudaï Hussein en 1995, leurs effectifs ne sont pas connus avec précision, des sources indiquent que près de 40 000 personnes sont membres du mouvement, 15 000 selon le département de la Défense des États-Unis.

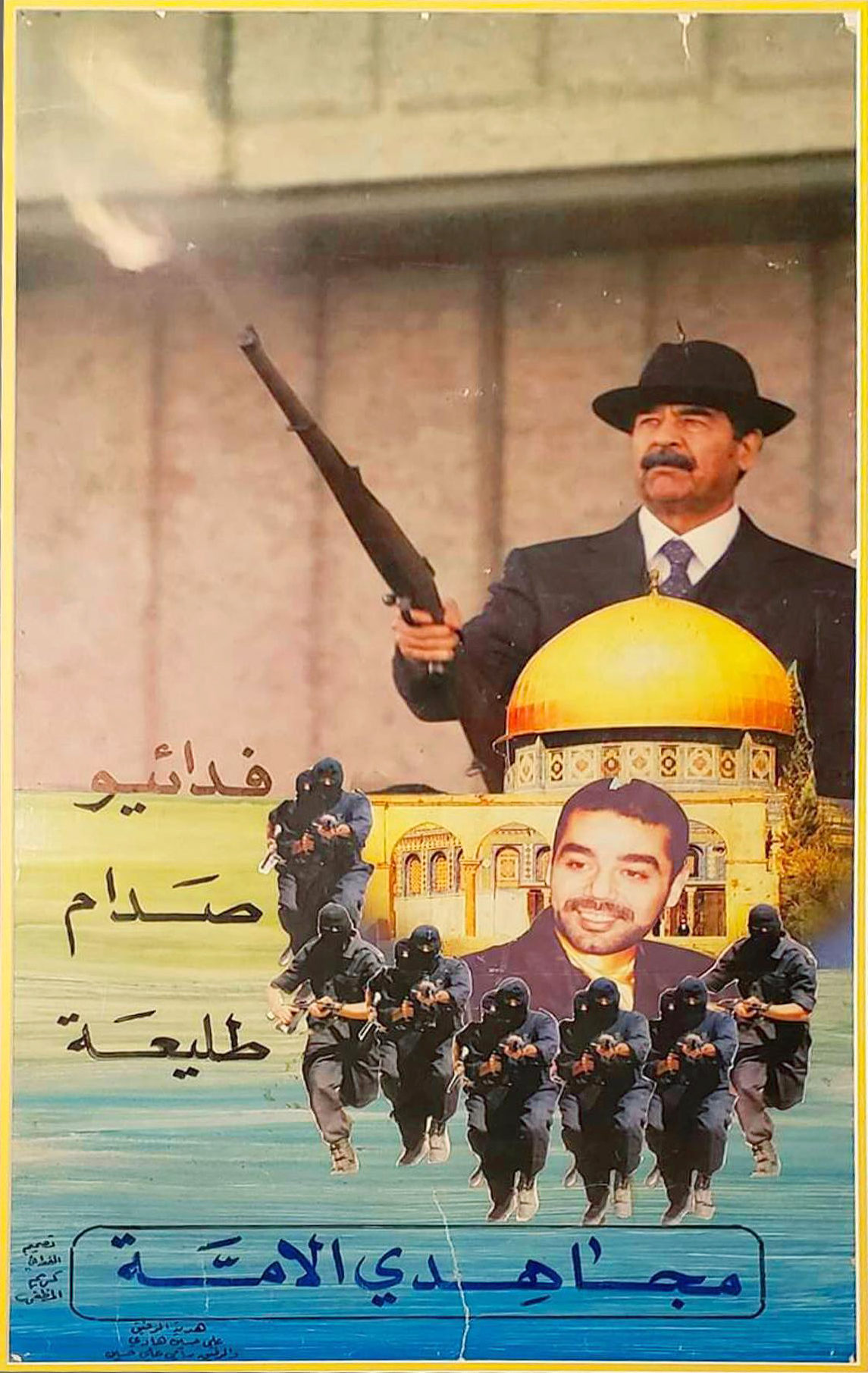
Poster de propagande pour le recrutement des Fedayin Saddam, le texte en arabe : à gauche superposés (فدائيو صدام طليعة → Les Fedayin Saddam sont l'avant-garde); en bas en bleu مجاهدی الأمة → Les moudjahidines de la Oumma.

## Forces irrégulières
Les Fedayins de Saddam ne faisaient pas partie de l'armée régulière irakienne, mais fonctionnaient plutôt comme une organisation paramilitaire similaire au Schutzstaffel allemand.
Les Fedayins dépendaient directement du palais présidentiel, et non de l'état major militaire comme c'est le cas pour les autres forces armées irakiennes. Ce n'était pas une force d'élite, ils étaient souvent mal formés, et ne possédaient pas d'armes lourdes. 
Les Fedayins faisaient partie des organisations les plus fidèles au régime de Saddam Hussein, et ils étaient fiables pour les opérations d'intimidation et d'assassinat contre les opposants politiques. Ils sont tenus pour responsable de massacres extrajudiciaires, en particulier une campagne d'anti-prostitution, dans laquelle plus de deux cents femmes auraient été décapitées.

## Exécutions et tortures dans les années 1990-2000
Lors du procès de Saddam Hussein et de ses coaccusés, une vidéo diffusée à l’audience révélait la brutalité des Fedayins Saddam, montrant notamment des exécutions sommaires et des châtiments corporels d'une extrême violence.
Marginalisée, la justice irakienne laissait place à des procès staliniens : les officiers, en la présence de plusieurs autres, prononçaient directement les sentences, sans garantie légale ni droit à la défense, à l’image de la purge des camarades. Ce phénomène s’est accentué entre 2000 et 2003, dans un climat de tension croissante à l’approche de la guerre d’Irak et ainsi désamorcer toute dissidence.
Sur ces extraits où l'on peut voir différentes exécutions : passages à tabac jusqu’à la mort, amputations (du bras ou de la langue), décapitations, ainsi que des mises à mort comme la projection depuis les toits. Ces actes étaient fréquemment réalisés en public, afin d'exercer une fonction dissuasive, notamment pour les crimes jugés mineurs ou les actes de dissidence. En revanche, les châtiments infligés à des figures notables ou à des membres de l’élite étaient parfois administrés en privé, à l’aide de méthodes chirurgicales. 
Plusieurs observateurs ont relevé des similitudes entre les méthodes des Fedayins Saddam et celles employées plus tard par les groupes de la guérilla irakienne après 2003, y compris Daesh. Cette continuité a nourri des débats sur une possible filiation idéologique, tactique ou structurelle entre certains réseaux insurgés ayant émergé dans le contexte de l’occupation américaine.

## Guerre en Irak
Lors de l'opération Liberté irakienne, les Fedayins ont tout d'abord essayé de défendre les villes irakiennes contre les forces américaines. Pour compenser leur retard technologique et militaire sur les forces de la coalition, ils se sont fondus dans la population civile. 
Le 30 novembre 2003, une centaine de fedayins portant leur uniforme d'origine ont mené un guet-apens contre un convoi de l'armée américaine à Samarra. Beaucoup sont morts pendant l'invasion, les autres ont rejoint la guérilla irakienne.